# Parus
Parus (pițigoii mari) este un gen de pițigoi mari răspândit în Eurasia și Africa. Anterior a fost un gen mare care conținea majoritatea celor 50 de specii din familia Paridae. Genul a fost împărțit în mai multe genuri în urma publicării unei analize filogenetice moleculare detaliate în 2013..  Numele genului, Parus, este latinescul pentru „pițigoi”.

## Descrierea
Sunt pițigoi de talie mare. Au o lungime de 12,5-14 cm și o greutate de11,9-22,1 g. Au ciocul masiv și puternic, lat, dar cu o lungime moderată, aproximativ egală cu jumătatea lungimii tarsului. Aripa este mai lungă decât coada. Coada este rotunjită și proeminează cu  mult dincolo de capetele aripilor strânse. Picioarele sunt puternice. Coloritul penajului include culorile: neagră cu reflexe metalice, albă, galben-deschisă ca lămâia, albăstruie și verzuie; pe aripă o dungă transversală albă; în mijlocul abdomenului o dungă longitudinală neagră.

## Taxonomie
Genul Parus a fost introdus în 1758 de naturalistul suedez Carl Linnaeus în cea de-a zecea ediție a Systema Naturae. Numele genului este latinescul pentru „pițigoi”.. Dintre cele 12 specii incluse în gen de către Linnaeus, specia tip a fost desemnată pițigoiul mare (Parus major) de către George Robert Gray în 1840.

### Specii
Genul conține următoarele specii:
| Imagine | Denumire științifică | Denumire comună        | Distribuție                                                                        |
| ------- | -------------------- | ---------------------- | ---------------------------------------------------------------------------------- |
|         | Parus major          | Pițigoi mare           | Europa                                                                             |
|         | Parus minor          | Pițigoi răsăritean     | Japonia și estul extrem al Rusiei dincolo de râul Amur, inclusiv Insulele Kurile   |
|         | Parus cinereus       | Pițigoi indian         | Asia de Vest prin Asia de Sud și în Asia de Sud-Est.                               |
|         | Parus monticolus     | Pițigoi cu spate verde | Bangladesh, Bhutan, China, India, Laos, Burma, Nepal, Pakistan, Taiwan și Vietnam. |

## Registrul fosil
- Parus robustus (Pliocen în Csarnota, Ungaria) [9]
- Parus parvulus (Pliocen în Csarnota, Ungaria) [9]
- Parus medius (Pliocen în Beremend, Ungaria) [9]